# Hurts
Hurts és un duo britànic de synth pop procedent de Manchester. Està compost pel cantant Theo Hutchcraft i el sintetista Adam Anderson. Al juliol de 2009, el grup va aparèixer com a "Banda del dia" (Band of the Day) en Guardian.co.uk.
També van finalitzar en quarta posició en les votacions de Sound of 2010 en la BBC.

## Biografia

### 2005-09: Història del duo
Theo i Adam es van conèixer fora del club 42nd Street de Manchester al novembre del 2005, mentre els seus amics es barallaven. Massa beguts per a unir-se a la baralla, van començar a parlar sobre música, Prince, Michael Jackson entre d'altres. A més tenien coses en comú, els agradava la mateixa música i tenien un grup. Van acordar fer música professional i no com a hobby. Es van contactar a través d'Internet. Amb el temps es van fer amics.
Theo tenia el seu propi grup anomenat Daggers. En 2008 va compondre «Unspoken» i el seu grup es va dissoldre. Va viatjar a Verona, on persones com Joseph Cross van ajudar en l'escriptura i producció del seu àlbum.

### 2010-11:Happinessi començaments

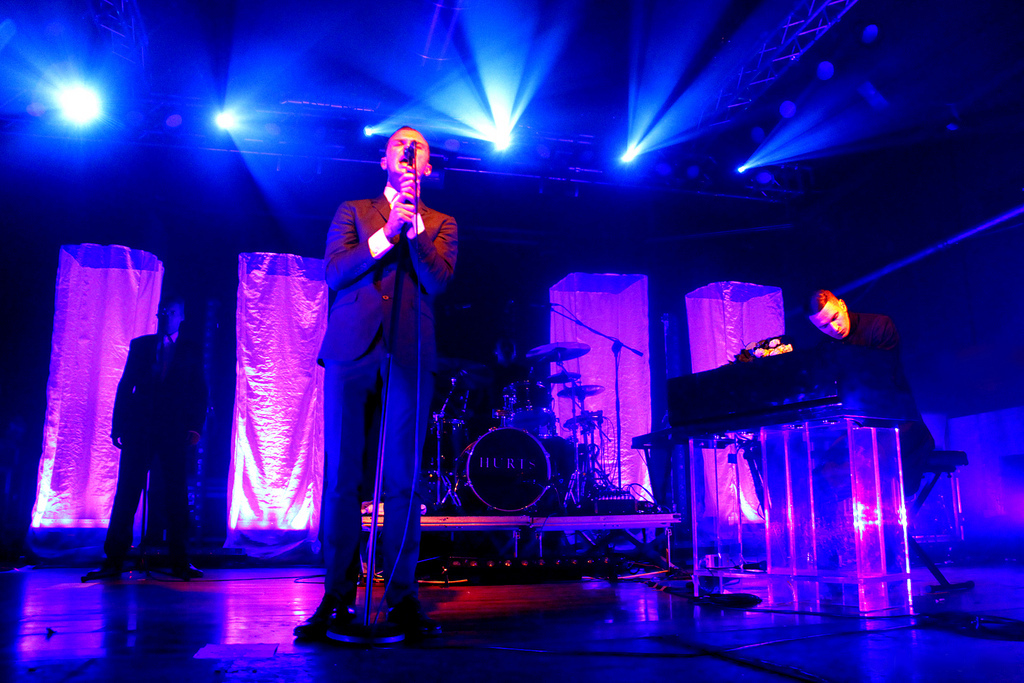
Hurts promocionant el seu àlbum Happiness.

La cançó del grup anomenada «Wonderful Life» va ser notablement remesclada per Arthur Baker. A principis de 2010 van publicar oficialment el seu senzill debut, «Better Than Love», i van actuar per primera vegada en directe en diferents espectacles. La seva cançó «Illuminated» va aparèixer en la banda sonora de Sky1 en la primavera/estiu de l'hemisferi nord del 2010 i amb això va ajudar a la cançó a aparèixer a les llistes de Regne Unit.
El seu senzill «Wonderful Life» és llançat a l'agost del 2010 i convertint-se en el senzill més reeixit i reconegut del duo.
El seu àlbum debut, anomenat Happiness, va ser publicat el 6 de setembre de 2010. I conté un duet amb Kylie Minogue anomenat «Devotion». Per a promocionar l'àlbum el duo va col·laborar amb l'escriptor Joe Stretch per a fer un àudio llibre narrat per Anna Friel.
Abans de la creació de Hurts, el cantant Theo Hutchcraft i el sintetitzador Adam Anderson van formar part respectivament dels grups Bureau i Daggers.
Per a The Sun's "Biz Sessions" Hurts fa una versió de Kylie Minogue, «Confide in Me» i va ser llançat en Youtube aconseguint una gran expectació entre els fanes.
Al setembre de 2010 es va anunciar el seu gira pel Regne Unit i es van esgotar les entrades molt ràpid. A més estarien presentant-se amb ells Scissor Sisters en alguns xous. Hurts apareix a Sky Sports show Soccer AM per a promocionar l'àlbum i interpretar el seu senzill Stay.
Al desembre de 2010 Hurts llança el seu senzill nadalenc «All I Want for Christmas Is New Year's Day». La cançó va estar disponible en iTunes de manera gratuïta durant una setmana a partir del 14 de desembre. El vídeo es va estrenar el 2 de desembre en la seva pàgina web. Hurts va anunciar recentment que es van acostar a treballar amb Leona Lewis.
Hurts apareixen a at the Isle of Wight, T in the Park, Latitude i el festival d'estiu del 2011 V festivals.
Hurts a més han fets els seus propis remix d'artistes com Lady Gaga o The Drums. De Lady Gaga van fer un remix de «Judas» i de The Drums Down By The Water.

## Membres
- Theo Hutchcraft – Cantant.
- Adam Anderson – Sintetitzador, guitarra, bateria.

## Discografia
Àlbums
- 2010: Happiness
- 2013: Exile
- 2015: Surrender
- 2017: Desire

## Gires
| Any       | Detalls de la Gira |
| --------- | --- |
| 2010/2011 | Happiness Tour - Àlbum de Suport: Happiness - Cançons interpretades: 14 - Grups de suport: Scissor Sisters - Arenal sound Festival: juliol 2011 |